# MNK Muć Bitumina
Malonogometni klub Muć Bitumina je futsal klub iz općine Muć koji se natječe u prvoj Hrvatskoj malonogometnoj ligi. Svoje domaće utakmice Muć Bitumina igra u Spaladium areni. Utakmice se igraju i u dvorani na Bazenima Poljud. Klub je osnovan 2006. godine na inicijativu bivšeg profesionalnog igrača velikog nogometa Branka Granića, koji se nakon 15 godina igranja u Njemačkoj, vratio kući. [nedostaje izvor]

## Vanjske poveznice
- Službena stranica  Arhivirana inačica izvorne stranice od 25. ožujka 2011. (Wayback Machine)